# محلية المناقل

المناقل/ خريطة السودان

محلية المناقل أو المهاجل هي منطقة موجودة في ولاية الجزيرة، السودان. وتسمى العاصمة أيضًا بالمناقل. عدد السكان 906216. تتكون من 7 مناطق في الجزيرة.

## معرض الصور

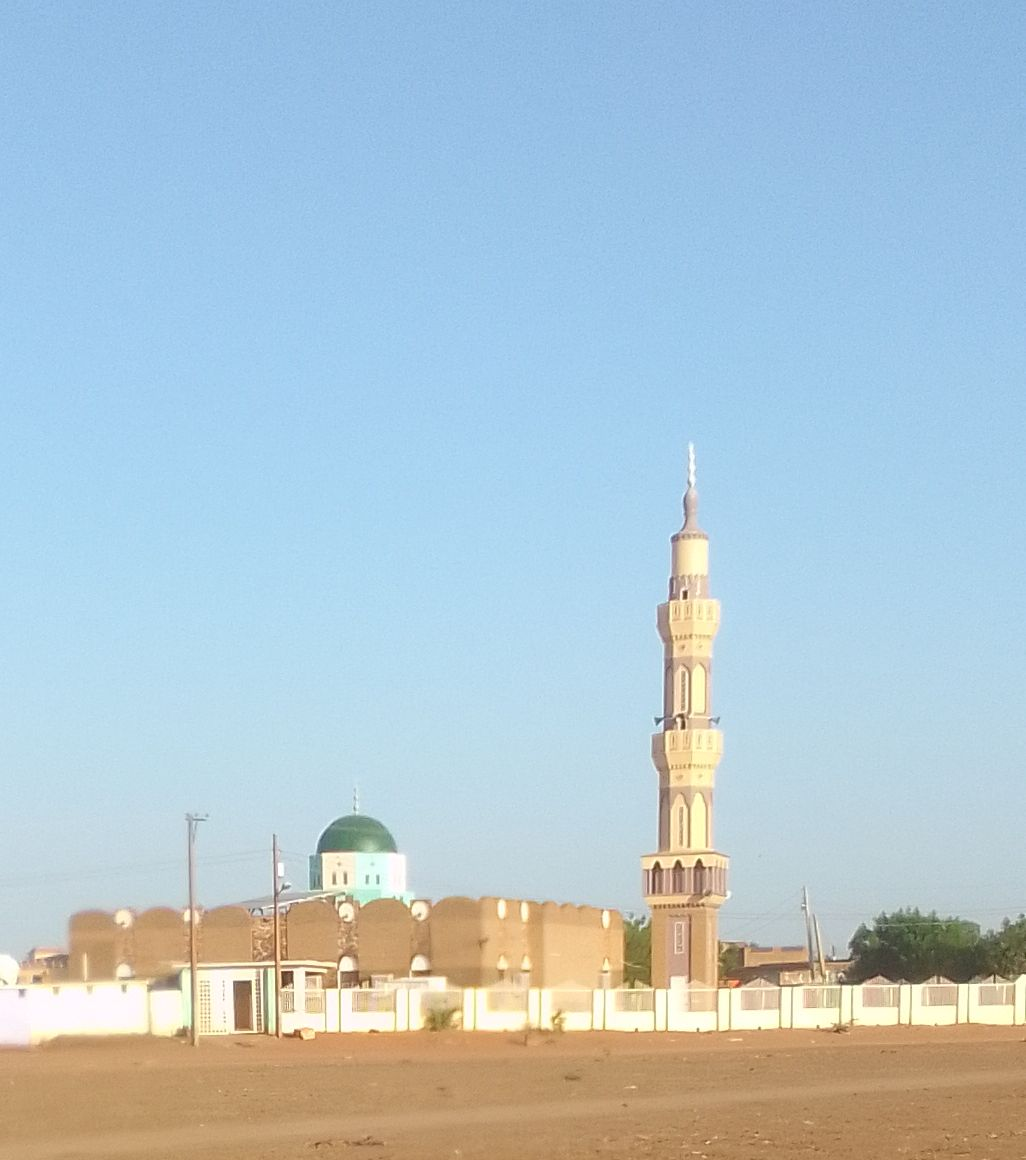
اقدم المساجد في مدنية المناقل مسجد الهلالي.
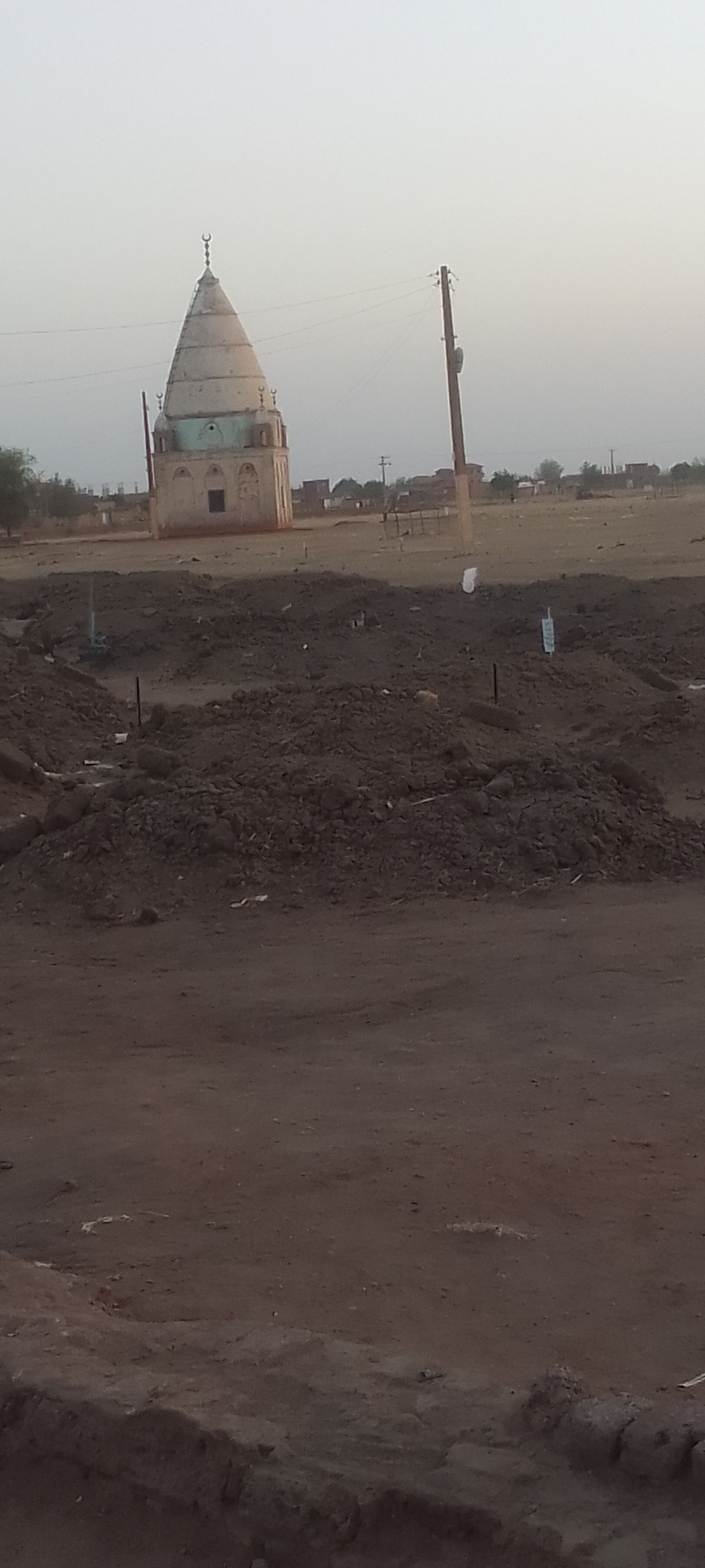
ضريح الشيخ ود الصُبح في مدينة المناقل.